# Jeon Seong-tae
Jeon Seong-tae ou Jeon Sungtae ou Jeon Sung-tae (en hangeul : 전성태) est un écrivain sud-coréen né en 1969 à Goheung dans la province de Jeollanam-do.

## Biographie
Jeon Seong-tae est né à Goheung dans la province du Jeolla du Sud en 1969 en Corée du Sud. Il est diplômé de l'université Chung-ang en écriture créative et fait ses débuts littéraires en 1994 avec la publication de La chasse aux poules (Dakmori) dans la revue Silcheon Mulhak, qui est une histoire humoristique pour les enfants vivant en zone rurale. Il y représente de manière très détaillée la vie des enfants en milieu rural  et celle des personnes exclues dans les grands espaces urbains. 
En 2003, il travaille au secrétariat général de l'Association des écrivains du peuple.
En 2008, il publie dans la revue Munhakgwa sahoe (Littérature et société), sa nouvelle Imitation (Imite-i-syeon) dont il a affirmé « À travers les souffrances d'un enfant métissé, j'ai voulu représenter les formes de discrimination qui touche les individus selon que l'on vienne d'un pays en développement ou d'un pays riche ». 
En 2009, il publie sa nouvelle Loup (Neukdae), récit qui se base notamment sur ses 6 mois passés en Mongolie. Il revient ici sur le sort des travailleurs immigrés, sur les horreurs du capitalisme, sur la situation des enfants métisses, etc. 
Il publie ses premiers textes en prose en 2010 avec son récit Seongtae Mangtae Buribungtae (성태 망태 부리붕태) dont il a affirmé « Tout ce qu'ont vécu mes prédécesseurs d'il y a 20 ans dans la campagne, c'est devenu ma matière littéraire. C'est un travail plaisant où je pars à la recherche des souvenirs oubliés. L'école primaire dans mon village natal, le collège, cette période, un peu comme si c'était l'extension de l'utérus de ma mère, fut parfait. Après ça, tout n'était que solitude et crainte. Je voulais écrire tout ça dans ce recueil avant de pouvoir me consacrer entière à l'écriture de romans ».  
En 2012, il remporte le Prix de littérature contemporaine (Hyundae Munhak).

### Romans
- 여자 이발사 La coiffeuse pour messieurs (2005)

### Recueils de nouvelles
- 매향 (埋香) Conserver le parfum du bonheur dans la mer (1999)
- 김주열 Kim Juyeol (2003)
- 국경을 넘는 일 Le passage de la frontière (2005)
- 늑대 Loup (2009)

### Essais
- 길에서 만난 세상: 대한민국 인권의 현주소를 찾아 Le monde découvert sur la route : les droits de l'homme en Corée à l'heure actuelle (2006)
- 성태 망태 부리붕태 Seongtae mangtae buribungtae (2010)

## Récompenses
- 2012 : Prix de littérature contemporaine (Hyundae Munhak) pour 낚시하는 소녀